# Diser
 For alternative betydninger, se Dis (flertydig). (Se også artikler, som begynder med Dis)
Diser (ental dis, fra no. dísir) er i nordisk mytologi en gruppe overnaturlige, kvindelige væsener, der bl.a. omfatter mytologiske figurer som fx valkyrier, norner. Dertil kan diser også være fylgjer, dvs. værneånder for slægten. Oprindeligt kan de have været en form for frugtbarhedsgudinder, der med tiden har udviklet sig i specialiserede former. Vi ved fra forskellige kilder, at man både i private husstande og i offentligt regi fejrede særlige højtider med fokus på frugtbarhed, kaldet diseblót. De kan også have været ånder af afdøde slægtninge og derfor være relateret til forfædrekult. Noget af det, der karakteriserer diserne, er at de i reglen optræder som kollektiver og kun meget sjældent som individuelle personligheder. Det etymologiske materiale viser, at de nordiske diser sandsynligvis var nært beslægtet med de vestgermanske idisi, og de har måske været gamle fællesgermanske guddomme, der med tiden mistede deres betydning.

## Sproghistorisk baggrund
Den præcise betydning af begrebet dísir er højst usikker. I ældre tid ser det ud til, at betegnelsen kunne blive brugt om valkyrier (da.: "Vælgere af de slagne"), et ord, der senere i skjaldetraditionen blev brugt som kenning for dís. I modsætning til ordene valkyrja og norne, optræder begrebet dís aldrig i Yngre Edda af Snorre Sturlason, men det kendes primært fra sagalitteraturen. Det nordiske ord dís er sprogligt beslægtet med oldhøjtysk itis, oldsaksisk idis og angelsaksisk ides, der alle kan oversættes til "frue". Ordet idisi optræder i Merseburg trylleformlen, en af de eneste bevarede førkristne tekster fra Tyskland, som et navn for gudinde. I nordisk digtning kunne dís, i lighed med i det syd- og vestgermanske område, også blive brugt som betegnelse for en "frue", fx kunne Freja, hvis navn i forvejen betyder frue, blive kaldt Vanadís ("vanernes frue"). Der er imidlertid også den mulighed, at hun er knyttet til diserne på en eller anden måde. På samme måde omtales Alfhild undertiden som en "soldis".[kilde mangler] Derudover kunne alle former for kvindelige overnaturlige væsner bliver omtalt under navnet dísir. I både den islandske Ældre Edda og det angelsaksiske digt Beowulf (v. 1168) omtales fremtrædende kvinder fra Skjoldungernes kongeslægt som diser (henholdsvis dîs Skiöldûnga og ides Scildinga).
Navnet dís indgår i adskillige norske og svenske stednavne, bl.a. Disevi og Diseberg, hvilket muligvis er levn efter helligdomme viet til diser. Runeindskrifter viser, at det var et almindeligt forekommende element i skandinaviske personnavne, hvilket det stadig er i Island i vore dage. Det drejer sig fx om navnene Thôrdîs, Hiördîs, Asdîs, Vigdîs, Halldîs og Freydîs. Ordet itis optræder også som forled i ældre højtyske kvindenavne, fx Itispuruc og Itislant. Den oprindelige forlyd i- blev tidligt tabt i urnordisk, men Grimm foreslog alligevel, at gudinden Idunns navn er en afspejling af ordets tidlige form.

## Højtider og ritualer
Fra forskellige kilder ved vi, at diserne var vigtige guddomme i den nordiske religion, og at der årligt blev afholdt store fester, hvor man ofrede til dem; disse fester blev omtalt som dísablót og fandt sted i både offentligt og privat regi. Gro Steinsland foreslår, at det måske var et offentligt anliggende i det østnordiske område, mens det ikke var det i det vestnordiske. Sådanne højtider beskrives i bl.a. Hervarar saga, Víga-Glúms saga, Egils saga og Heimskringla, og disse kilder tyder på, at formålet med blóterne var at sikre den kommende høst. I den del af Heimskringla, der kaldes Ynglinga saga, fortælles det for eksempel, at den svenske sagnkonge Aðils døde, da han som led i et dísablót red rundt om templet i Uppsala. Ifølge en anden del af Heimskringla, kaldet St. Olavs Saga, blev dísablótet i hedensk tid afholdt ved Uppsala sidst i februar eller i begyndelsen af marts. Tidspunktet ved slutningen af vinteren knytter formodentligt festen sammen med høsten, som kun muliggøres af vinterens forsvinden,
og det blev efterfulgt af et fællessvensk ting, der indimellem omtales med navnet Dísaþing (Diseting)  Efter religionsskiftet blev det flyttet til begyndelsen af februar og omdøbt til kyndelsting. Navnet Disting blev dog fortsat benyttet uofficielt. I moderne tid bliver der hvert den første tirsdag i februar afholdt et marked i Uppsala, der kaldes Distingen.
Helligdommen i Uppsala, som blev brugt til dyrkelsen af diserne, hed dísarsalr. Den nævnes i Ynglinga saga i forbindelse med kong Aðils' død samt i Hervarar saga, hvor en kvinde i sorg over Heiðrekrs drab på hendes mand hænger sig selv i helligdommen.

## Teorier
Rudolf Simek mener, at ordet dís var en udbredt betegnelse for "kvinde" i al almindelighed, i lighed med oldhøjtysk itis, oldsaksisk idis og angelsaksisk ides, og at man derfor også kunne bruge det i omtalen af kvindelige guddomme. Dertil kommer, at ordet også blev brugt om en særlig type af gudinder. Han mener endvidere, at eddadigtene viser, at disir blev opfattet som valkyrielignende værneånder for de døde, fx i Guðrúnarkviða. I kapitel 19 af samme digt bliver valkyrierne omtalt som Herjans dísir ("Odins dísir"). I strofe 28 af digtet Atlamál bliver dísir eksplicit omtalt som afdøde kvinder. Dette kan være tegn på, at dísir blev opfattet som døde kvinders sjæle i lighed med fylgjer og de yngre landdísir fra den islandske folklore." Simek anser på den baggrund dísir som en parallel til de romerske matroner, om hvem der ligesom de nordiske diser var knyttet mange forskellige forestillinger og funktioner til; de blev bl.a. opfattet som frugtbarhedsgudinder, personlige værneånder og endda krigsgudinder. Simek konkluderer på den baggrund, at de mange forskellige forestillinger om diser, der forekommer i litteraturen sandsynligvis kan være forskellige manifestationer af en udbredt tro på feminine (halv?) gudinder, i lighed med forestillingerne om valkyrier, norner og matroner.
Anders Bæksted skriver at, kilderne tyder på, at diserne udgjorde en afgrænset gruppe af magter, der som skæbnegudinder og værneånder var knyttet til en bestemt person eller slægt; fx var de virksomme ved et barns fødsel. Hilda Ellis Davidson betragter ordet idisi som en generel fællesbetegnelse for gudinder.